# Das Verlangen (2002)
Das Verlangen ist ein deutscher Film aus dem Jahre 2002. Als erster deutscher Film nach Jahren gewann Das Verlangen den Hauptpreis eines A-Festivals, nämlich 2002 den Goldenen Leoparden des Internationalen Filmfestivals von Locarno.

## Handlung
In einem Dorf lebt Lena mit ihrem despotischen Mann in einer Zweckbeziehung: Johannes ist der Dorfpfarrer und Lena die ihm stets zur Seite stehende Gattin. Ein Mord an einem Mädchen bringt Unruhe ins Dorf, in deren Folge sich Lena in den Dorfmechaniker Paul verliebt. Die aufkeimende, verbotene Liebe bringt sie dazu, Pauls Verbindung zu dem Mord zu verschweigen.

## Hintergrund
Der Film ist eine Produktion von Studenten der Filmakademie Baden-Württemberg in Ludwigsburg im Rahmen ihres Studiums und wurde mit äußerst geringem Budget hergestellt (Low-Budget-Film). Die Dreharbeiten fanden im Herbst 2001 an Originalschauplätzen in Oberstenfeld-Prevorst statt. Für eine Filmproduktion unüblich wurde in chronologischer Reihenfolge gedreht. Der Arbeitstitel des Films war Glaube, Liebe, Hoffnung.
Nach seiner Premiere beim Filmfest München 2002, wo der Film für den Förderpreis Deutscher Film nominiert war, wurde er in den Wettbewerb des Internationalen Filmfestivals von Locarno im gleichen Sommer eingeladen, wo er den Hauptpreis gewann. Er lief danach weiterhin auf unzähligen Festivals und gewann eine Reihe weiterer Preise.

## Kritik
Filmdienst 9/2004: Das Kammerspiel bezieht seine Intensität mehr aus Gesten, Haltungen und Blicken statt aus Worten. Dabei hinterlassen die oft zu bloßen Stichwortgebern der Protagonistin reduzierten Figuren zunehmend den Eindruck, einem kühl kalkulierten Kunstprodukt ohne überzeugende Lebendigkeit beizuwohnen.

## Auszeichnungen
- Baden-Württembergischer Drehbuchpreis 2002
- Goldener Leopard, Internationales Filmfestival von Locarno 2002
- Beste Regie, Filmfest Gijón 2002
- Beste Schauspielerin, Premiere Plans Angers 2003
- Prädikat Besonders Wertvoll